# 小林恭治
小林 恭治（こばやし きょうじ、1931年9月3日 - 2007年3月8日）は、日本の声優、俳優、ナレーター。東京都出身。息子は広告写真家の小林恵介、娘はニュースキャスターの小栗泉。従甥にはライターの竹熊健太郎がいる。
代表作に『おそ松くん（第1作）』（イヤミ）、『ひょっこりひょうたん島』（マシンガン・ダンディ）、『巨人の星』（ナレーション）などがある。

## 経歴
中学時代、文化祭で中野重治の詩を読んだところ快感で、学校の教師が「読むということがいかにも面白いか」というのを植え付けたという。それが一生の仕事のようなものになったため、1990年にはその教師をありがたく思っていると話している。
高校時代に詩の朗読研究会に参加し、詩の朗読の勉強を始める。1949年頃から顔を出すようになって、朗読にのめり込んでいったという。その後、NHKの番組の詩を読むというのに詩の朗読研究会の中から送り込まれてNHKのテレビドラマに出演するようになった。
早稲田大学芸術科卒業。劇団言葉座、NHK芸術劇場（1952年9月 - 1954年3月）、劇団七曜会（1954年4月 - 1956年7月）、劇団作品座（1956年7月 - 1958年9月）を経て、東京俳優生活協同組合の創立に参加。在籍中は理事も務めていた。1964年には劇団新演にも所属していた。
田漢脚色の『阿Q正伝』の阿五で初舞台。1952年2月に『虹は消えず』の丑松役でデビュー。初のアニメレギュラーは、1966年に放送された『おそ松くん』のイヤミ役。
新劇の俳優から出発し、テレビ草創期の時代から声優やナレーターとして活躍した。また、後進の育成も積極的であった。
2007年3月8日午前1時2分、クモ膜下出血のため東京都世田谷区の病院で死去。75歳没。

## 人物・エピソード
声種はバリトン。地声が張りのある低い声でそれを活かすことが多い一方、『スペクトルマン』のネビュラなど高域の声を使っての演技もあった。
趣味は浄瑠璃、レコード鑑賞、油絵。また、声を保つために義太夫をやっていたといい、「肺が強くなります。義太夫をやっている人は長生きします」と述べている。
アニメや吹き替えに出演していたほか、ナレーターとしても活躍し企業CMも多く担当。吹き替えでは、ジョン・ペインやジョゼフ・コットンを持ち役としていた。なお、本人の好きだった仕事のジャンルは、詩や文学作品の朗読だったという。
俳協演劇研究所にて講師も務めており、自ら朗読の勉強会を開くなど後進の育成を積極的に行っていた。教え子には政宗一成や平野文などがいる。後輩声優からも信望が厚かったという。
従甥の竹熊健太郎にはよく「私は俳優で、声優なんて職業はない。たまたま声の仕事をしているだけ」「声優という職業は、本来、なかったんだよ。おじさんの仕事は俳優であって、たまたま声の仕事を多くやっているだけなんだよ」と語っていたという。
ナレーターとして60分間の番組で60枚の原稿を読む仕事を引き受けた際、予定では60秒くらいオーバーする文量だったが、小林は「じゃあ、1枚に付き1秒ずつ詰めて読んでくから」と簡単にこなしたというエピソードがある。
『ひょっこりひょうたん島』のダンディ役は、声を先に録音しそれに人形の動きを合わせるプレスコ方式だったため「自分でやる面がいろいろあっていい。それに懐かしい番組だ」と語っていた。
『おそ松くん』のイヤミ役は、当時出演していた『ひょっこりひょうたん島』のダンディ役で「シェー」を披露したところ、その声が偶然見ていた原作者の赤塚不二夫の耳に留まったことから、原作者指名でのキャスティングとなった。小林はイヤミを演じる際、キャラクター性をだそうと時々裏声を使ったり周囲の子供たちがしていた「シェー」を真似るなどして、「決定版イヤミ」をつくることに苦労したという。また、共演した加藤みどりによれば、仕事仲間の間で普段クールでインテリのイメージがあった小林が声をひっくり返して「シェー」をやるため、現場は笑いの嵐だったという。

## 後任
小林の死後、持ち役・ナレーションを引き継いだ人物は以下の通り。
- 立木文彦 - 『復活!HAMASHO風俗刑事新春大捜査SP』(2008)：「風俗刑事」のナレーション

## 出演作品
※太字はメインキャラクター。

### テレビアニメ
1966年
- おそ松くん（イヤミ）

1967年
- リボンの騎士（王様）

1968年
- 巨人の星（1968年 - 1971年、ナレーター）
- ファイトだ!!ピュー太（ワルサー七世、ワルサーI世の胸像の声、劇中ナレーション、ワルサー六世）

1969年
- 紅三四郎（ゲバルト）

1971年
- 珍豪ムチャ兵衛
- 天才バカボン
- ふしぎなメルモ（大造）

1972年
- アストロガンガー（ナレーター）

1978年
- 100万年地球の旅 バンダーブック（クドー博士）

1989年
- 手塚治虫物語 ぼくは孫悟空（手塚治虫〈成人〉）

2000年
- 手塚治虫が消えた!? 20世紀最後の怪事件（手塚治虫）

2003年
- プラネテス（ナレーション）

2005年
- CLUSTER EDGE（老人）

### OVA
- 銀河英雄伝説（1989年、ヨッフェン・フォン・レムシャイド）
- ヴァンパイアハンター（1997年、博士）
- MASTERキートン（1998年、オスカー・ハマー）

### 劇場アニメ
- 巨人の星（1969年、ナレーター[26]）
- 巨人の星 行け行け飛雄馬（1969年）
- 巨人の星 大リーグボール（1970年）
- 巨人の星 宿命の対決（1970年）

### ゲーム
- ダーククロニクル（2002年、ダック先生）

### 吹き替え

#### 担当俳優
イアン・ホルム
- スウィート ヒアアフター（ミッチェル）
- デイ・アフター・トゥモロー（テリー・ラブソン教授 ）※ソフト版
- フィフス・エレメント（コーネリアス神父）※日本テレビ版

ジョン・ペイン
- 悪魔の島（マイク・コーマック）
- カリブの海賊（ディック・リンゼイ）
- サンタフェへの道（カービー）
- 大城塞（オバノン中尉）
- 南部魂は消えず（ロック）
- 熱風の町（クレイ）
- 南支那海（チャールズ）
- 燃える森林（ケリー・ハンセン）
- 欲望の河（スティーブ・シングルトン）
- 六人の脱獄囚（ピート・ブラック）
- 鷲と鷹（トッド）

#### 映画
- アイガー・サンクション（マイルズ・メロー / ジャック・キャシディ）※フジテレビ版
- アメリ（レイモン / セルジュ・メラン）
- アレグリア ザ・ムービー（老モモ / マコ岩松）
- ウエストワールド（主任管理者 / アラン・オッペンハイマー）
- 吸血狼男（ナレーション）※フジテレビ版（DVD収録）
- グリーンマイル（老人のポール・エッジコム / ダブス・グリア）※ソフト版
- 決闘ブラックヒル（ハリー・トラバース / ウィリアム・ウィンダム）
- 荒野の棺桶（アンソニー・ステファン）※劇場公開版
- 12人の怒れる男 評決の行方（陪審員4番 / アーミン・ミューラー＝スタール）※VHS版
- ショーシャンクの空に（ブルックス・ヘイトレン / ジェームズ・ホイットモア）※TBS版
- ダイヤルMを廻せ!（マーク・ハリデイ / ロバート・カミングス）※テレビ朝日旧録版（DVD&BD収録）
- タワーリング・インフェルノ（ゲイリー・パーカー上院議員 / ロバート・ヴォーン）※フジテレビ版（日本語吹替追加収録版BD収録）
- テラー博士の恐怖（マーシュ / クリストファー・リー）
- 電撃脱走 地獄のターゲット（ミルトン警部 / エドワード・ウッドワード）
- ドク・ソルジャー/白い戦場（ヘンリー・ドレイファス / ジョン・マホーニー）※テレビ東京版
- 突撃隊（パイク軍曹 / フェス・パーカー）
- パトリオット（オリバー牧師 / ルネ・オーベルジョノワ）※ソフト版
- ブラッド・ワーク（ジェームズ・ロックリッジ / リック・ホフマン）※ソフト版
- ブラボー砦の脱出（ジョン・マーシュ / ジョン・フォーサイス）※NET旧録版
- 北京超特急（マイケル / ジョゼフ・コットン）
- 暴力帝国（ビル・スティフンス議員 / ブライアン・ドンレヴィ）
- 目撃（ウォルター・サリヴァン / E・G・マーシャル）※ソフト版
- U・ボート（機関長）※ソフト版
- 48時間PART2/帰って来たふたり ※日本テレビ版
- ライフ・イズ・ビューティフル（エリゼオ・オレフィチェ / ジュスティーノ・ドゥラーノ）※ソフト版

#### 海外ドラマ
- アイ・スパイ（ケリー・ロビンソン / ロバート・カルプ）※日本テレビ版
- アンタッチャブル（リー・ホブスン捜査官 / ポール・ピサーニ）
- 宇宙からの使者（ロチンスキー）
- 宇宙大作戦　#18
- 奥さまは魔女
- 刑事コロンボ もう一つの鍵（ブライス・チャドウィック / リチャード・アンダーソン）
- 高官誘拐
- ザ・ホワイトハウス
- シスコ・キッド
- ジョー90（イアン・マックレイン教授）
- スパイ大作戦「ウィークポイントをつけ!」（アルバート・ブロック / マーチン・シーン）
- 0011ナポレオン・ソロ #9「ガスのお値段」（マイケル・ドンフィールド / ウィリアム・シャトナー、第15話・第52話 ルー、第56話 メイシー/ケント・スミス、第57話 ウィロビー）
- ソニー号空飛ぶ冒険（チャック・マーティン / ケネス・トビー）
- タイムトンネル（ナレーション）
- ティム君のロバ（ナレーション）
- 逃亡者 #109（テイラー神父 / リンデン・チャイルズ）
- 不思議な絵（エルメス / ピエール・ジャン・ビラール）
- 弁護士ジャッド「毒のある木」（クレーン / マイケル・ストロング）
- マジョンバへの旅（お話）
- 胸に輝く銀の星（クレイ・マッコード / アラン・ケース）
- 名犬ラッシー（パパ）
- ローハイド

### 人形劇
- こどもにんぎょう劇場「おばけガスのはくぶつかん」（NHK教育）
- ひょっこりひょうたん島（NHK総合） - マシンガン・ダンディ
- 笛吹童子（NHK総合）

### 特撮
- ウルトラセブン（1967年、TBS） - 反重力宇宙人ゴドラ星人の声
- 戦え! マイティジャック（1968年、フジテレビ〉- ナレーター〈第14話〉
- スペクトルマン（1971年、フジテレビ） - ナレーター、ネビュラの声 他
- サンダーマスク（1972年、日本テレビ） - ナレーター
- 鉄人タイガーセブン（1973年、フジテレビ） - ギル太子の声
- 大鉄人17（1977年、毎日放送） - ナレーター、ワンセブンの声〈第19話〉

### ラジオ
- チクとタク（1966年、NHKラジオ第1）
- 大放浪（1978年、NHKラジオ第1） - プレスコット副長（アーマゲドン）
- 連続ステレオ小説「日本沈没」（1980年、NHK-FM） - ナレーター

### ナレーション
- 赤い秘密（TBS） - 劇中ナレーション
- レンズはさぐる（NHK総合） - 放送最終回に「こちらがナレーターの小林恭治さんです」と紹介されて顔出し出演をした。
- ウルトラアイ（NHK総合）
- 四つの目（NHK総合）
- ゴールデン洋画劇場（フジテレビ）
- 少年探偵団[27]（フジテレビ）
- 次郎長三国志（テレビ東京）
- 太陽にほえろ!（日本テレビ） - 予告ナレーター
- 七曲署捜査一係（日本テレビ） - 番宣ナレーション
- HAMASHO（よみうりテレビ） - 「風俗刑事」のナレーション
- THE BONE、THE BONE II（ヨネ・プロダクション）
- バンダイ「ザ・ベースボール ヒーロースタジアム」（CMのナレーション）
- 軍国軍属短期在職者の証言 第一回　語り継ぐ労苦 〜フィリピン編〜（2000年、制作・（財）日本広報センター、出演・藤岡弘）

### テレビドラマ
- 日本の戦後 第7集「退陣の朝」（1977年、NHK総合） - 三木武夫

### テレビCM
- 参天製薬 サンテドウ（ナレーション）
- グンゼYG（ナレーション、1976年）
- 任天堂 アメリカンメジャーリーグトランプ（ナレーション、1976年）
- オリエント時計（ナレーション、1973年）
- 中島董商店 キユーピーマヨネーズ（1970年）

### ラジオCM
- 大成建設 - ファルコン

### 舞台
- ゴールデン・ボーイ（1954年、劇団七曜会） - ドリスコイル[28]
- 海鳴りの底から（1963年 - 1964年、劇団三期会） - 語り手[29][30]
- 飛砂（1964年、劇団東芸） - ナレーター[31]

### その他コンテンツ
- 三石琴乃 肉と心（キョウジ・コバヤシ）